# 駐日サンマリノ大使館

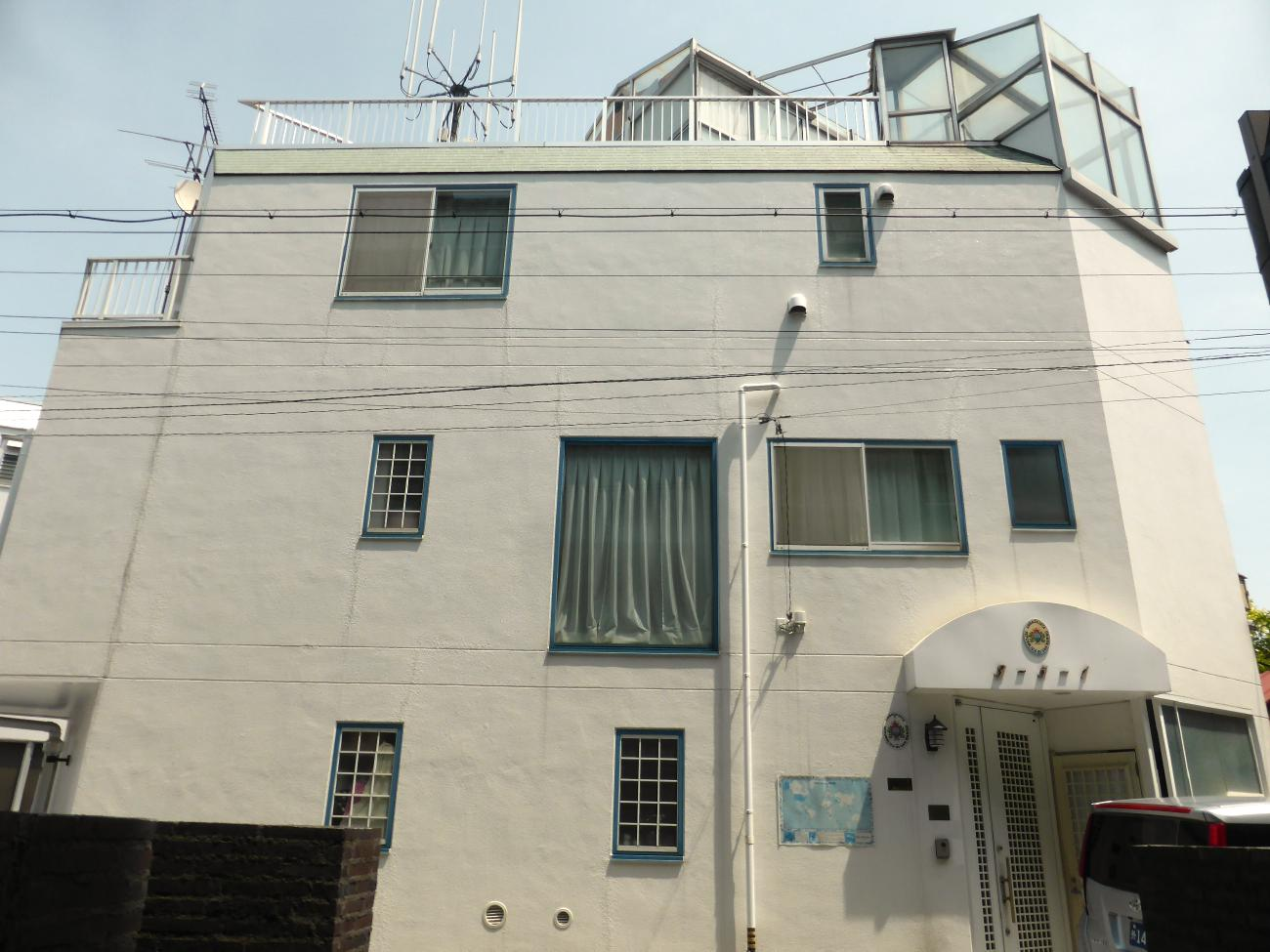
サンマリノ大使館正面玄関

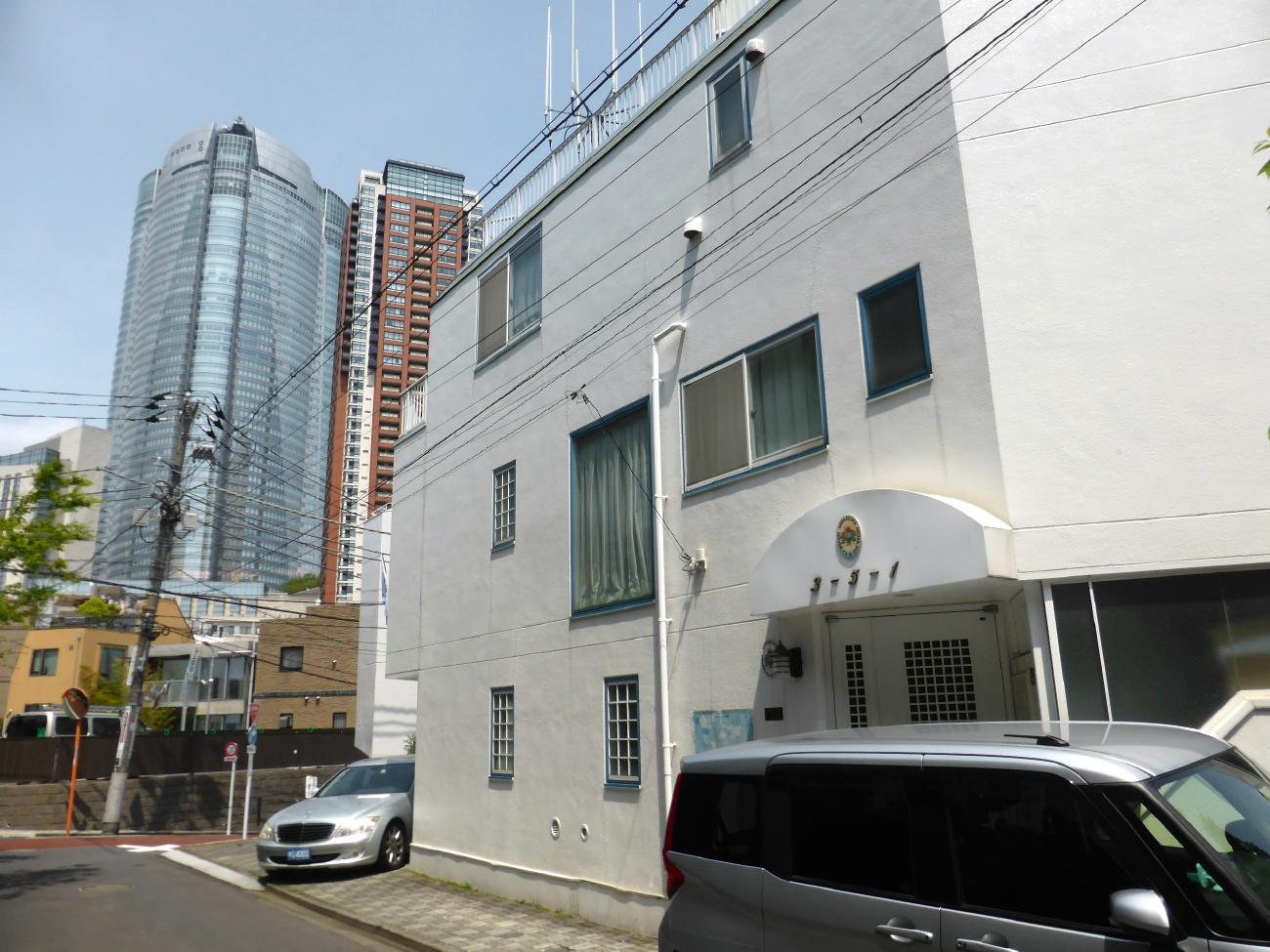
サンマリノ大使館と六本木ヒルズ

駐日サンマリノ大使館（イタリア語: Ambasciata di San Marino in Giappone、英語: Embassy of San Marino in Japan）は、サンマリノが日本の首都東京に設置している大使館である。在東京サンマリノ大使館（イタリア語: Ambasciata di San Marino a Tokyo、英語: Embassy of San Marino in Tokyo）とも。
1996年11月、まず日本とサンマリノの間で外交関係が樹立された後、1999年3月に在東京サンマリノ総領事館が設置される。2002年12月、総領事館に代わって大使館が開設され、初代駐日大使としてマンリオ・カデロが着任した。

## 所在地
- 住所：〒106-0046　東京都港区元麻布3-5-1[2]
- アクセス：東京メトロ南北線/都営地下鉄大江戸線麻布十番駅4番出口、もしくは東京メトロ日比谷線広尾駅3番出口

## 大使
2002年12月16日より、マンリオ・カデロが特命全権大使を務めている。